# Fløibanen

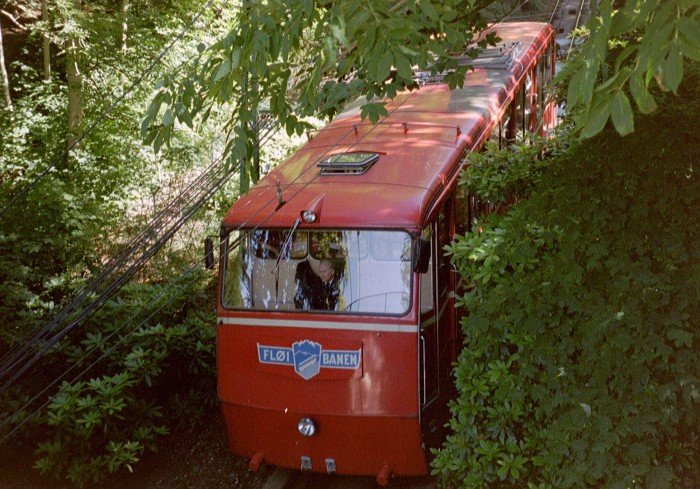
Fløibanen nel 1999.

La Fløibanen è una funicolare di Bergen (Norvegia) che porta fino in cima alla collina di Fløyen. È una delle principali attrazioni turistiche della città e di tutta la Norvegia. Aperta ufficialmente il 15 gennaio 1918, fu ideata nel 1895 da John Lund, un membro dello Stortinget. I lavori di costruzione iniziarono nel 1914 e durarono quattro anni.

## Panorama
È situata nel pieno centro di Bergen, a 150 metri dal Mercato del pesce e dal molo Bryggen. La salita sulla collina di Fløyen (320 m s.l.m.) dura dai cinque ai sei minuti. Una volta in cima alla collina si può ammirare il suggestivo panorama della città di Bergen.